# Манангои, Элайджа
Элайджа Мотонеи Манангои — кенийский легкоатлет, специализируется на дистанции 1500 метров.
Участник Игр Содружества 2014 года (12-е место). Победитель Игр памяти Пааво Нурми 2015 года в городе Турку с рекордом соревнований 3.36,81. На отборочном чемпионате Кении 2015 года занял 3-е место и вошёл в состав сборной на чемпионат мира 2015 года в Пекине. В 2017 году на чемпионате мира кенийский легкоатлет завоевал золотую медаль .

## Достижения

### Бриллиантовая лига
- Herculis 2015 — 3.29,67 (6-е место)
- Weltklasse Zürich 2015 — 3.36,01 (2-е место)
- Мемориал Ван-Дамма 2015 — 1.47,40 (11-е место)